# 王军 (1976年)
王军（1976年6月24日—），男，天津人，中国前足球运动员，司职后腰。

## 生平
王军曾于职业联赛初期效力于天津二队（1996年改名为天津万科队），在1996赛季乙级联赛打进关键一球帮助球队获得冠军并升入甲B联赛。1997年万科队降级解散，他与队友刘云飞、田玉来、芦欣、朱艺被上调至天津泰达队。由于天津队后腰位置长期由外援把持，致使他的上场机会不多；直到2004赛季王军才真正作为球队的主力后腰以及球队队长之一为天津队征战，直至2007赛季后退役。退役后，他曾在球队担任预备队助理教练和主教练，并带队夺得2011年预备队联赛冠军。2012年初就任天津汇森女足主教练。2013年初担任中国女足U-19青年队主教练。2015年底回到天津泰达队，担任球队中方助理教练兼预备队主教练。2017赛季之前与领队刘学宇离开一线队教练组。